# 織田幹雄記念国際陸上競技大会
織田幹雄記念国際陸上競技大会（おだみきおきねんこくさいりくじょうきょうぎたいかい）は、日本人初のオリンピック金メダリストである織田幹雄の栄誉を称えるため創設され、毎年春に織田の出身地である広島県で開催される陸上競技大会である。通称は「織田記念」で、陸上関係者を中心に「織田陸」、「織田国際陸上」などの語も用いられる。

## 概要

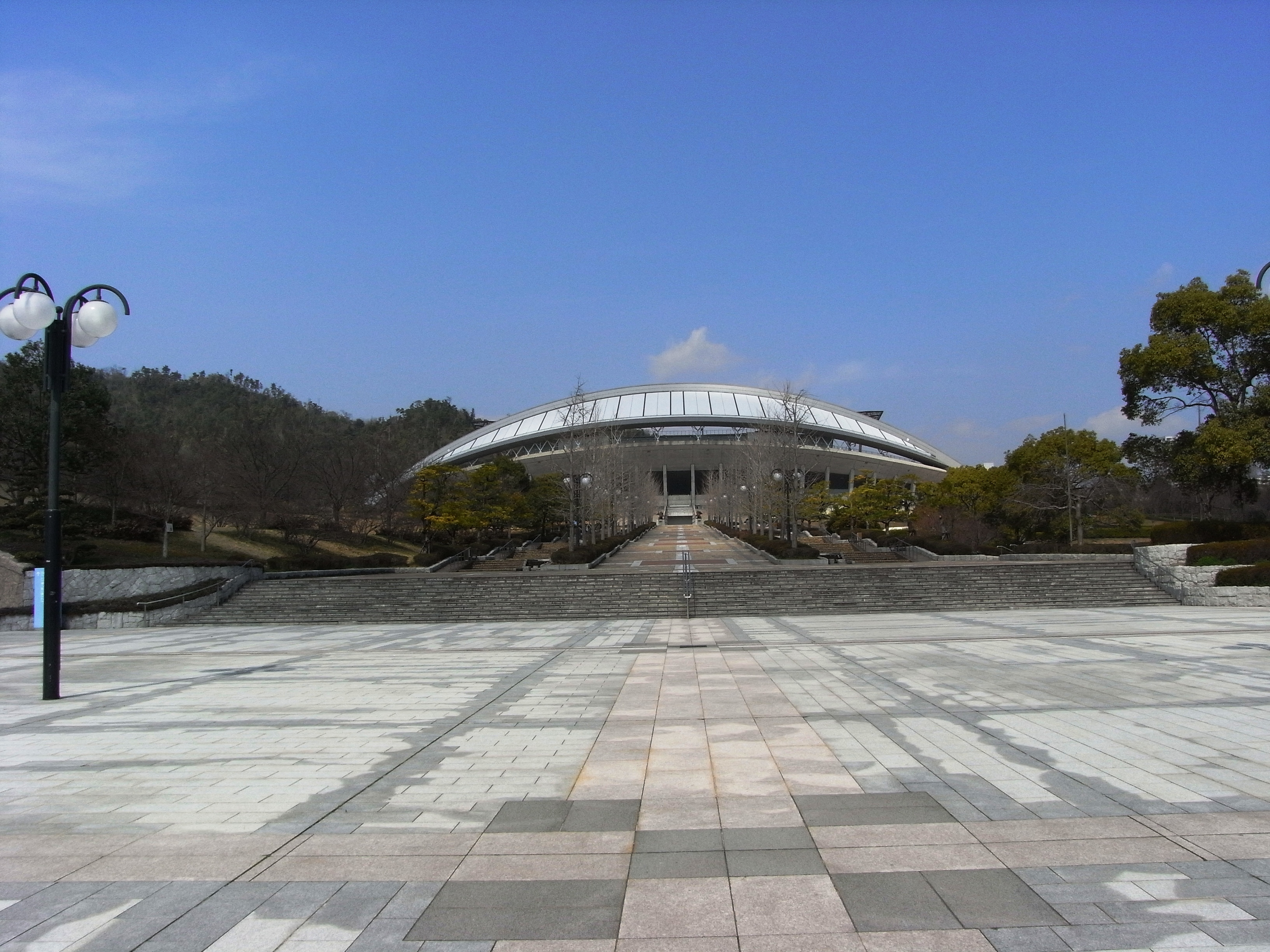
会場となるホットスタッフフィールド広島

「日本グランプリシリーズ」の一つとして数えられる。陸上競技のシーズン開幕時期に開催される大会であるため、一線級選手がシーズンの緒戦として出場することが多い。また兵庫リレーカーニバルと同様に世界選手権大会やオリンピックの開催年には代表選手の選考を行う上で重要な位置を占める大会でもある。
織田幹雄の功績を称え、1967年に第1回大会が開催された。初期は毎年秋に行われていたが、近年は毎年4月下旬に広島市安佐南区の広島広域公園陸上競技場（ホットスタッフフィールド広島）で開催されている。過去には広島スタジアムなどでも行われたことがある。第3回大会から国際大会になって、当時は外国人選手の参加も多かった。なお、織田の出生地である安芸郡海田町も後援に入っている。なお2020年大会は中止。
また、2011年からはNHK広島放送局で大会の模様を放送した。2010年まではテレビ新広島で放送していた（年度により一部系列局でも遅れネット）。
2011年から後援していたNHK広島放送局が2022年は後援から外れ、テレビ中継が行われなかった。

## 大会運営
- 主催：広島陸上競技協会、中国新聞社
- 後援：日本陸上競技連盟、広島県、広島市、海田町、広島県教育委員会、広島市教育委員会、広島県スポーツ協会、広島市スポーツ協会、久保スポーツ振興基金
- 協賛：キリンビバックス、ミズノ、日本郵政グループ
- 協力：青少年健全育成協力企業

## 競技種目
2016年
- グランプリ種目（男子7種　女子5種　計12種目）
  - 男子 100m・5000m・110mH・棒高跳・走幅跳・三段跳・やり投
  - 女子 100m・5000m・100mH・女子3000mSC・棒高跳・やり投
- ジュニア種目（男子3種　女子3種　計6種目）
  - 中国五県ジュニア男女100m・高1男子3000m・高1女子1500m
  - 西日本ジュニア男子5000m・女子3000m
- 県内種目種目（男子7種　女子7種　計14種目）
  - 小学生・中学生・高校生の部に分かれて開催される。